# A-Yo (Lady Gaga)
A-Yo è un singolo promozionale della cantante statunitense Lady Gaga, pubblicato il 18 ottobre 2016 come estratto dal quinto album in studio Joanne.

## Descrizione
La cantante ha detto che il testo della canzone, di carattere celebrativo, tratta del «lasciare i nostri nemici nella polvere». Dal lato musicale, A-Yo è stata descritta come canzone electro funk con influenze rock da Consquence of Sound e da Entertainment Weekly, secondo la rivista statunitense Rolling Stone A-Yo risulta essere un brano upbeat country pop, mentre Ondarock segnala influenza blues nel brano.
Il sito Rockol, infine, descrive la canzone come vicina al country rock e all'indie rock.

## Promozione
La cantante ha eseguito il brano durante il suo Dive Bar Tour, un breve tour promozionale di tre date nei bar statunitensi. Insieme a Million Reasons, la cantante ha eseguito A-Yo durante la sua partecipazione al Saturday Night Live il 22 ottobre 2016 ed il 26 ottobre al The Late Late Show with James Corden. Il brano è stato nuovamente eseguito durante la sfilata di Victoria's Secret il 30 novembre e allo show giapponese SMAPxSMAP.

## Formazione
Musicisti
- Lady Gaga – voce, percussioni
- Thomas Brenneck – chitarra
- Josh Homme – chitarra
- Mark Ronson – chitarra, basso
- BloodPop – base ritmica, organo
- Este Haim – percussioni
- Dave Guy – tromba
- Brian Newman – tromba
- J. Cochemea Gastelum – sassofono tenore
- Ian Hendrickson-Smith – sassofono baritono

Produzione
- Lady Gaga – produzione
- Mark Ronson – produzione
- Bloodpop – produzione
- Joshua Blair – registrazione
- Benjamin Rice – registrazione
- Justin Smith – assistenza alla registrazione
- David "Squirrel" Covell – assistenza alla registrazione
- Barry McCready – assistenza alla registrazione
- Șerban Ghenea – missaggio
- John Hanes – ingegneria al missaggio

## Classifiche
| Classifica (2016) | Posizione massima |
| ----------------- | ----------------- |
| Canada            | 55                |
| Francia           | 167               |
| Irlanda           | 67                |
| Regno Unito       | 66                |
| Stati Uniti       | 66                |
| Svizzera          | 62                |